# Pa'Ao
Pa'ao era una figura storico-mitologica realmente esistita della storia hawaiana. Era un sacerdote di origini samoane o taitiane.
Pa'ao è stato colui che è arrivato sulle Hawaii e ha cercato di introdurre con la forza il sacrificio umano, la venerazione del pesce bonito e una classe dirigente simile se non quasi uguale a quella europea (allora le civiltà euroasiatiche non sapevano dell'esistenza dell'Oceania e tanto meno delle Hawaii).
Dopo la sua morte (in seguito ad una guerra civile vinta in modo decisamente schiacciante dagli hawaiani) tornò la pace e furono aboliti i sacrifici umani e "l'aristocrazia" facendo venire un periodo caratterizzato da xenofobia.
Tutti i discendenti di pa'ao divennero sacerdoti ma al contrario di lui erano Rispettosi delle hawaii e del popolo e hawaiani a tutti gli effetti.